# Altdorf (Pfalz)
Altdorf település Németországban, Rajna-vidék-Pfalz tartományban. Lakosainak száma 921 fő (2023. december 31.).

## Népesség
A település népességének változása:
| Lakosok száma | 638  | 764  | 797  | 815  | 916  | 897  | 921  |
|               | 1975 | 2014 | 2017 | 2019 | 2021 | 2022 | 2023 |